# Barreado
O barreado ou carne barreada é um prato típico do Paraná, muito apreciado no litoral paranaense, sendo o prato mais tradicional do estado.

## História
Sua origem é açoriana de um ritual de mais de 300 anos ainda seguido no preparo do prato. A origem é atribuída aos portugueses que vieram para o litoral do Paraná no século XVIII. Os registros antigos indicam a vila de Guaraqueçaba como a disseminadora da receita. O tempero do prato seguiu junto com outras manifestações culturais para o continente, entre elas o fandango, dança de tamancos ao som da rabeca, trazidos pelos açorianos e que são típicos da cultura caiçara.
O costume de cozinhar a carne bovina foi levado ao litoral do Paraná pelos primeiros portugueses que chegaram na região. Os portugueses realizavam os mutirões, que na linguagem indígena era denomina de "pixirum", que significa "fazer tudo em conjunto". A população local, formada por portugueses, caboclos e indígenas, se reuniam, por exemplo, em colheitas e construções de igrejas e escolas. Nessas mutirões sempre serviam cachaça e refeições com bastante sustâncias, como a carne barreada, que era considerada simples e de fácil preparado, podendo ainda ser requentada diversas vezes no fogo a lenha.

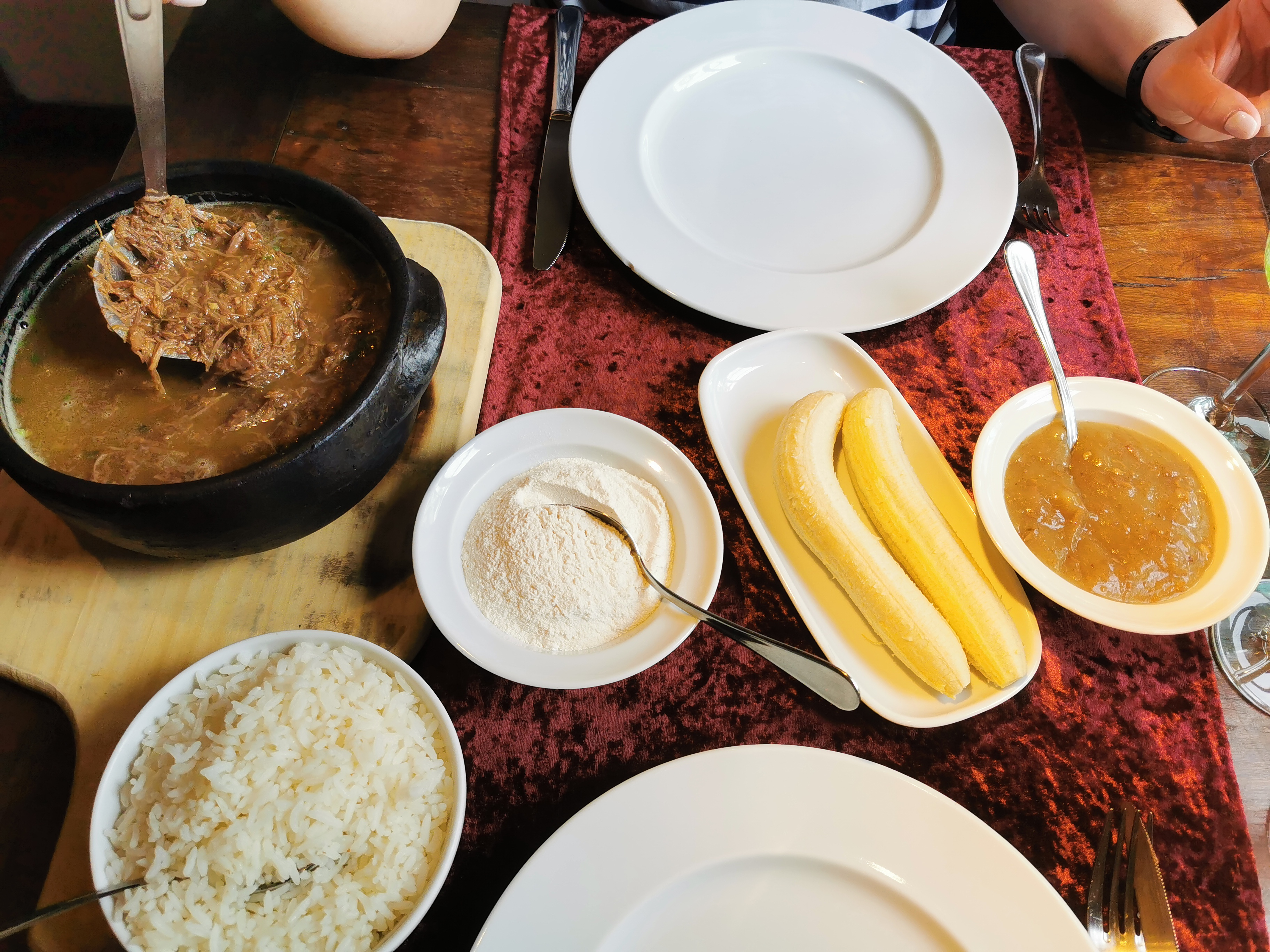
Panela com barreado servido com acompanhamentos.

Posteriormente, com a popularização das festas de carnaval nas vilas do litoral, sempre serviam o barreado para os foliões, acompanhado de cachaça. O barreado era servido no entrudo, que antecede o carnaval, como também durante as noites de folia. O barreado era servido ainda nas festas de fandango, com muita música e dança.
Com o início do ciclo do tropeirismo no Paraná, a região passou a ser passagem dos tropeiros que percorriam os caminhos das tropas em direção à São Paulo. Esses viajantes paravam na região, principalmente em Morretes, onde procuravam a cachaça e o barreado para matar a fome.
Já no século XX o barreado passou a ser considerado uma atração turística. Com a consolidação do turismo na região, os restaurantes começaram a resgatar os saberes culinários e servir os pratos típicos do litoral.

## Características
A simplicidade na preparação do prato garantiu que a receita fosse mantida com os mesmos ingredientes e características. Uma das suas características é que mesmo requentado mantém o seu sabor, uma vez que é feito dentro de uma panela de barro pesada (caldeirão de barro), com tampa pesada do mesmo material, de barro, que é levado ao fogo sempre, para mantê-lo sempre super quente, perto de aproximadamente 100 graus celsius. Durante os dias de festa, o prato era reaquecido a cada refeição. O sabor não se perde, pois o caldo grosso que se forma é que mantém o sabor da carne que se desmancha devido ao grande calor gerado pelo caldeirão tampado, com tampa pesada do mesmo material, sempre levado ao fogo e mantido nas labaredas.

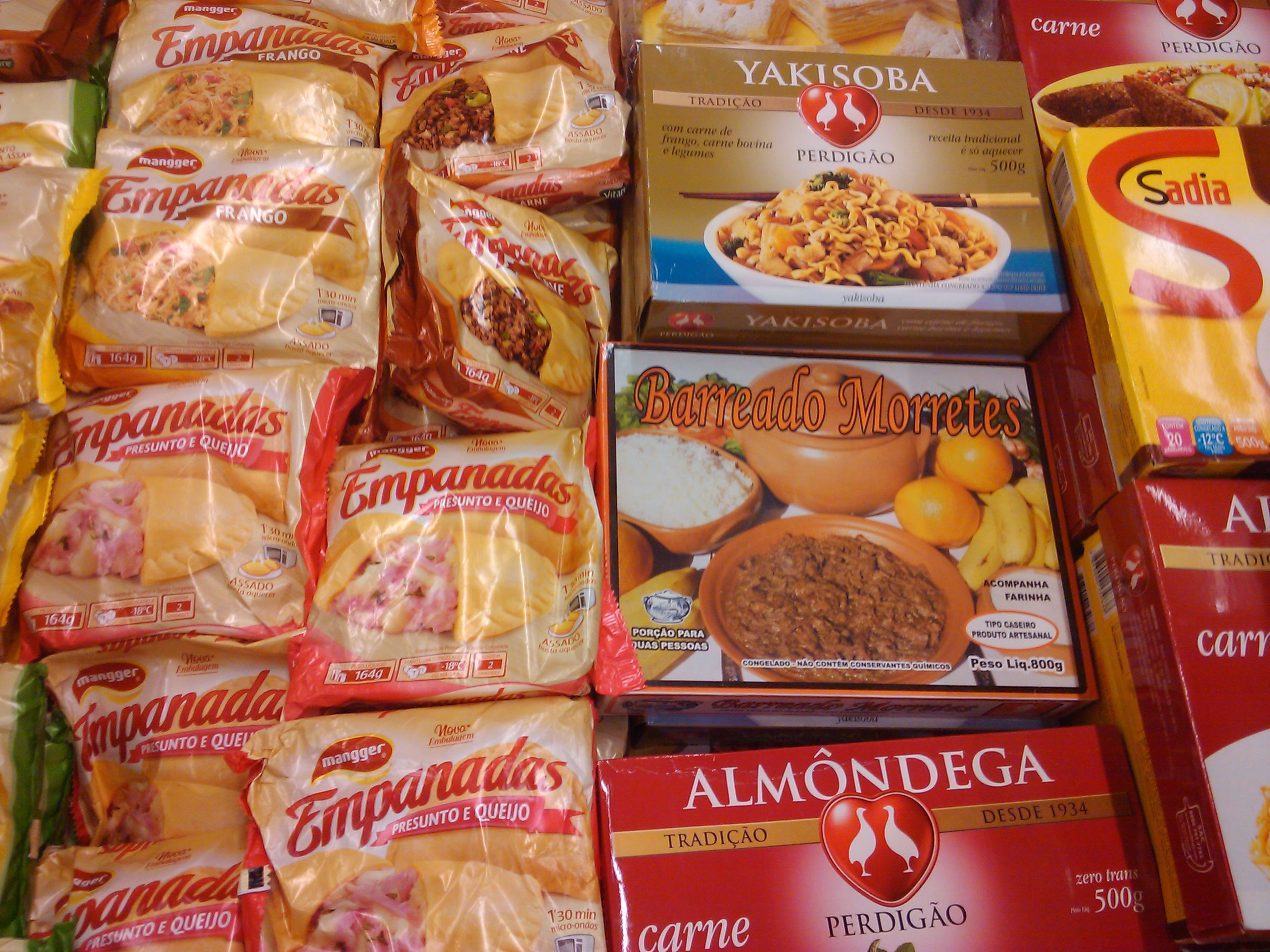
Barreado congelado em um supermercado de Curitiba.

O prato consiste em um ou mais tipos de carne bovina de segunda e magra, como a paleta, a maminha e o patinho, temperados com cebola, alho, toucinho de porco, pimenta-do-reino, louro e cominho e cozida até desmanchar. O preparo é misturado à farinha de mandioca (até receber a consistência que dá nome ao prato), e servida com arroz e banana-da-terra fatiada. O modo de servir pode ser diferente, de acordo com a região do Brasil, Portugal e Espanha, bem como da Inglaterra onde o prato também é apreciado. O segredo na preparação é o tempo de cozimento na panela de barro - cerca de vinte horas - o suficiente para desfiar toda a carne e mantê-lo no fogo sempre. Depois de cozida, as fibras da carne se soltam resultando em um caldo grosso e saboroso e temperado a gosto regional. Para manter o sabor da carne, é preciso vedar a panela com uma massa de farinha e água para manter o vapor dentro da panela (caldeirão).
A aguardente de banana pode ser servida como aperitivo, sendo o vinho a bebida tradicional para o acompanhamento do prato, bem como o suco de uvas.
Os locais tradicionais do Estado do Paraná onde encontra-se com facilidade o barreado são as cidades de Morretes, onde o prato é mais conhecido, porém também pode ser encontrado nas cidades vizinhas, como Antonina, Guaraqueçaba e Paranaguá. Alguns restaurantes de Curitiba e região metropolitana também servem o prato.